# 森本友
森本 友（もりもと とも、1983年12月27日 - ）は女子陸上競技（長距離走・マラソン）元選手。兵庫県宍粟市（旧宍粟郡山崎町）出身。身長164cm、体重53kg。

## 経歴・人物
山崎東中学校、就実高等学校を経て、岡山県の天満屋に入社。ちなみに就実高校は、五輪2大会連続メダリストの有森裕子の母校でもあり、森本が尊敬するマラソンランナーにも有森の名を挙げていた。
入社した天満屋女子陸上部で元所属の先輩選手では、アテネ五輪7位入賞の坂本直子と、シドニー五輪7位入賞の山口衛里などがいた。
2006年1月28日施行の大阪国際女子マラソンにて初マラソンを走り5位となると、5月7日（現地時間）施行のウィーンマラソンにて海外初挑戦。自己ベストとなる2時間24分台のゴールタイムでフルマラソン初優勝を果たす。
2008年1月27日施行の大阪国際女子マラソンに出場。号砲直後からハイペースで独走した初マラソンの福士加代子についていかず、2位集団に待機。35km手前で終盤極端に失速した福士をかわして、結果日本人最高の2位に入った（優勝はイギリスのマーラ・ヤマウチ）。同年8月17日開催の北京オリンピック女子マラソン代表選手有力候補の一人となるが、優勝を逃した事と並びにかつ消極的なレース内容が、日本陸上競技連盟に対して良い印象を与えるには至らなかった。尚ゴール後のインタビューで森本は、福士がゴール直前フラフラの状態で4回も転倒するアクシデントに、「私も（昨2007年大阪国際女子）マラソンでレース後半に全く思うように走れなかった事が有るので、（福士さんの）気持ちはよく分かります」と心配しながらコメントしていた。
3月9日施行された名古屋国際女子マラソンで優勝し、かつ天満屋の後輩である中村友梨香よりも森本の方が17秒早いタイムであったが、日本陸連は代表選考に当たり、森本と中村のレース内容を精査した結果、最後の3番手は中村に軍配を上げた形になる。その為、森本の五輪代表の夢は掴むことは出来ず、惜しくも補欠エントリーに留まり、先輩後輩で明暗を分かつ形式と成った。
北京五輪女子マラソン本番前、前回アテネ五輪金メダリストで五輪連覇を目指した野口みずきが故障発生（その後8月12日欠場を表明）により、森本の補欠代表が繰り上げなるかが話題となる。しかし、選手団全体が既に定員超過の状態となったため、日本陸連は北京五輪開幕直前の7月30日に森本の補欠登録を取り消さざるを得なかった。又森本も右足に痛みが出るなど状態が良くなく、北京五輪に向けての練習を中止しており、森本の補欠繰上は結局消滅となった（北京五輪女子マラソンの日本代表は2名のみ出場したが、中村友梨香がただ一人完走するも13位、土佐礼子は途中棄権に終わった）。
2009年8月開催の世界陸上ベルリン大会女子マラソン選考では、昨年の北京五輪に引き続いて補欠代表に選出されたが、体調不十分のため同女子マラソン日本代表チームとの同行を辞退した（なお世界陸上正式代表の渋井陽子が故障で欠場、世界陸上同大会女子マラソンの日本代表は1名少ない総勢4名で出場）。この為に、日本女子マラソン代表チームの補欠に2度選出されながら、2度ともに正選手の故障による補充がなされない例を作る羽目となってしまう。
2011年8月28日施行の北海道マラソンに出場。気温29度という暑さの中、33km過ぎで2位グループについていた嶋原清子・渋井陽子らを振り切ってスパート、40Km手前で最大3分近くの差があった吉田香織をかわして逆転。マラソン優勝はウィーンマラソン以来5年4か月ぶり2回目、日本国内メジャーマラソンとしては念願の初優勝を果たした。しかしその後は右足くるぶしのケガ等に悩まされ、目標としていた2012年8月開催予定のロンドンオリンピック女子マラソン・国内選考レースにはエントリー出来なかった（天満屋からは大阪国際女子マラソンで優勝の重友梨佐がロンドン五輪女子マラソン代表に選出）。
2012年3月をもって現役を引退し、天満屋女子陸上部を退部。今後は天満屋関連会社に異動して一般社員として活動する。

## 戦績（マラソン）
- 2006年1月29日　大阪国際女子マラソン　2時間27分46秒　5位（初マラソン）
- 2006年5月7日　ウィーンマラソン　2時間24分33秒　優勝
- 2007年1月28日　大阪国際女子マラソン　2時間38分24秒　12位
- 2008年1月27日　大阪国際女子マラソン　2時間25分34秒　2位
- 2008年4月27日　ウィーンマラソン　2時間29分01秒　2位
- 2009年4月26日　ロンドンマラソン　2時間26分29秒　8位
- 2010年9月26日　ベルリンマラソン　2時間26分10秒　3位
- 2011年8月28日　北海道マラソン　2時間33分45秒　優勝（現役最後のレース）

## 脚註
1. ↑  天満屋の森本が現役引退 山陽新聞 2012年4月2日閲覧